# Candelario (Salamanca)
Candelario ist ein westspanischer Ort und eine Gemeinde (municipio) mit 843 Einwohnern (Stand: 2024) in der Provinz Salamanca im äußersten Süden der Autonomen Gemeinschaft Kastilien-León.

## Lage und Klima
Der Ort Candelario liegt in der Sierra de Béjar im Quellgebiet des Río Cuerpo de Hombre etwa 76 km (Fahrtstrecke) südlich der Provinzhauptstadt Salamanca in einer Höhe von ca. 1125 m. Die sehenswerte Kleinstadt Béjar befindet sich nur etwa 5 km nordwestlich. Das Klima ist gemäßigt bis warm; Regen (ca. 555 mm/Jahr) fällt hauptsächlich im Winterhalbjahr.

## Bevölkerungsentwicklung
| Jahr      | 1857  | 1900  | 1950  | 2000  | 2021 |
| Einwohner | 2.329 | 2.324 | 1.651 | 1.109 | 874  |

Der Bevölkerungsrückgang seit Beginn des 20. Jahrhunderts ist im Wesentlichen auf die Mechanisierung der Landwirtschaft, die Aufgabe von bäuerlichen Kleinbetrieben („Höfesterben“) und den damit einhergehenden Verlust an Arbeitsplätzen zurückzuführen.

## Wirtschaft
Die Bevölkerung der Gemeinde lebte jahrhundertelang als Selbstversorger von der Landwirtschaft (v. a. der Viehzucht). Im Ort selbst haben sich Handwerker und Kleinhändler niedergelassen. Seit den 1960er Jahren werden leerstehende Häuser als Feriendomizile (casas rurales) vermietet; auch Tagestouristen spielen eine gewisse Rolle für die Einnahmesituation der Gemeinde. Nur ca. 6 km südöstlich liegt das Skigebiet La Covatilla.

## Geschichte
Man nimmt an, dass der keltische Volksstamm der Vettonen hier siedelte. In römischer Zeit führte die „Silberstraße“ (Via de la Plata) durch das Gebiet; auf ihr drangen auch die Mauren im 8. Jahrhundert nach Norden vor. Nach der christlichen Rückeroberung (reconquista) gab König Alfons IX. von León das Gebiet von Soto de Francia im Jahr 1192 an die Kathedrale von Santiago de Compostela. Im Jahr 1209 schuf Alfons VIII. von Kastilien die weitgehend eigenständige Verwaltungseinheit Villa y Tierra de Béjar, zu der auch Candelario jahrhundertelang gehörte.

## Sehenswürdigkeiten

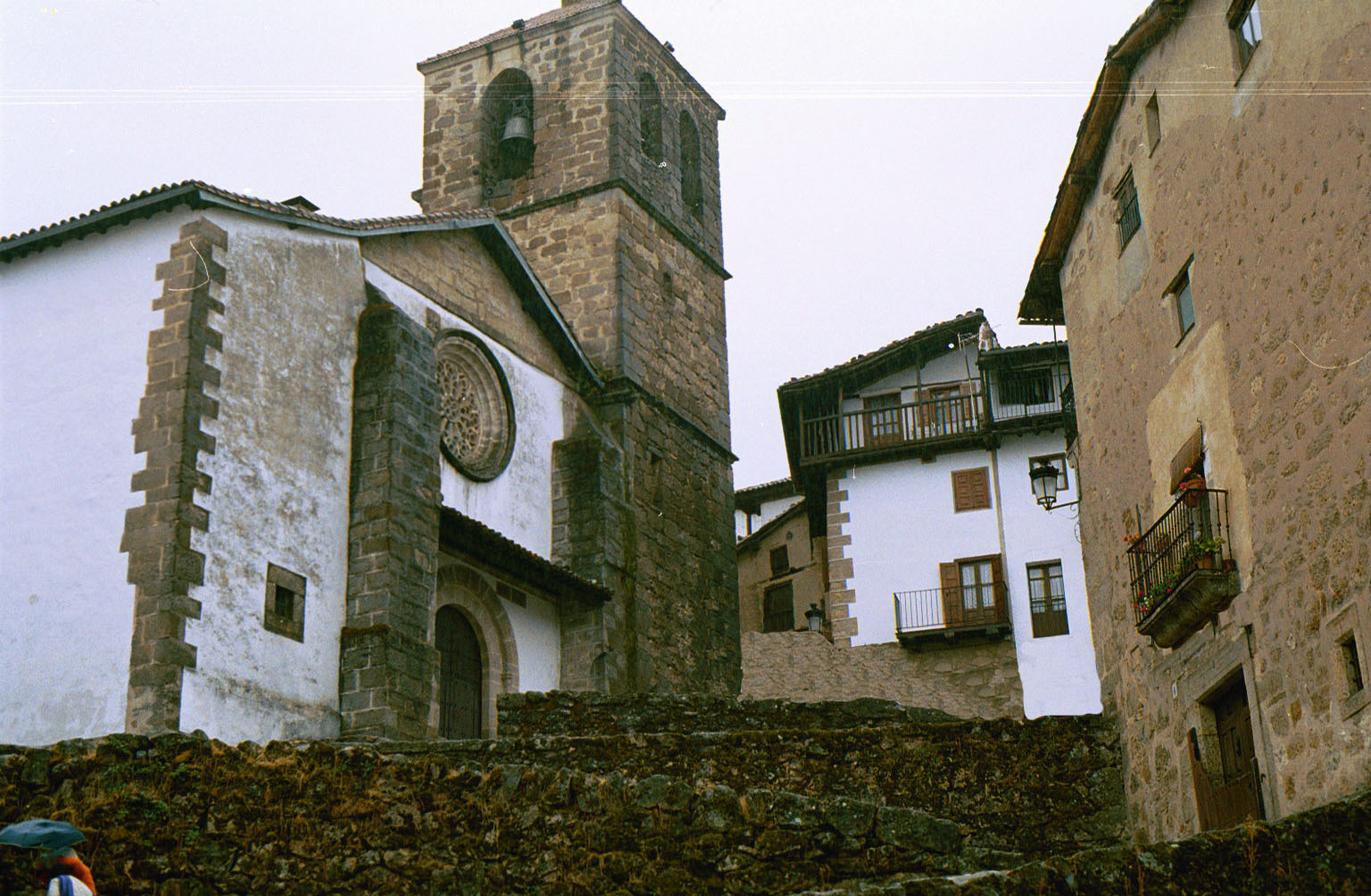
Candelario – Ortszentrum mit Kirche

- Das Ortszentrum mit seinen zumeist zwei- oder gar dreigeschossigen Granitsteinhäusern macht einen durchaus repräsentativen Eindruck; nur wenige Bauten sind Fachwerkkonstruktionen. Nahezu alle Häuser verfügen über Loggien und/oder Balkone.
- Die im 14. Jahrhundert begonnene, aber erst im 17. Jahrhundert fertiggestellte dreischiffige Iglesia de Virgen de la Asunción besteht aus denselben Materialien wie die Häuser des Ortes. Während das Äußere eher schmucklos ist, besticht das von Holzdecken überspannte Innere durch mehrere Altarretabel (retablos). Besonders hervorzuheben sind die Artesonado-Decken und die Altäre in den drei Apsiden.
- Die mitten im Ort stehende Ermita del Humilladero stammt aus dem 18. Jahrhundert. Der Altarretabel wurde von einer aufgegebenen Kirche in Béjar hierher verbracht.
- Das im Jahr 2008 eröffnete Museo de la Casa Chacinera widmet sich der Volkskunst der Region.

Umgebung
- Auf einer Anhöhe ca. 1 km südwestlich des Ortes befindet sich ein Aussichtspunkt (Cruz del Herrerito) mit weiten Blicken über das umgebende Bergland.